# Monacan
La tribu monacan és una de les tribus reconegudes estatalment per la Commonwealth de Virgínia. La Tribu Monacan no ha estat reconeguda com a tribu pel govern federal. Estan situats principalment al comtat d'Amherst (Virgínia) vora Lynchburg (Virgínia). Pel 2009 tenia aproximadament 2,000 membres registrats. Hi ha alguns grups dispersos a Virgínia Occidental, Maryland, i Ohio.
El poble contemporani monacan es reclama descendent de la tribu ameríndia siouan del mateix nom. La tribu monacan històrica, registrada per primer cop en 1607 a Virgínia, era relacionada amb les altres tribus siouan tutelos, saponi i occaneechi.
No hi ha proves concloents de la vinculació dels membres de la tribu contemporània amb la tribu històrica.

## Seglexvii

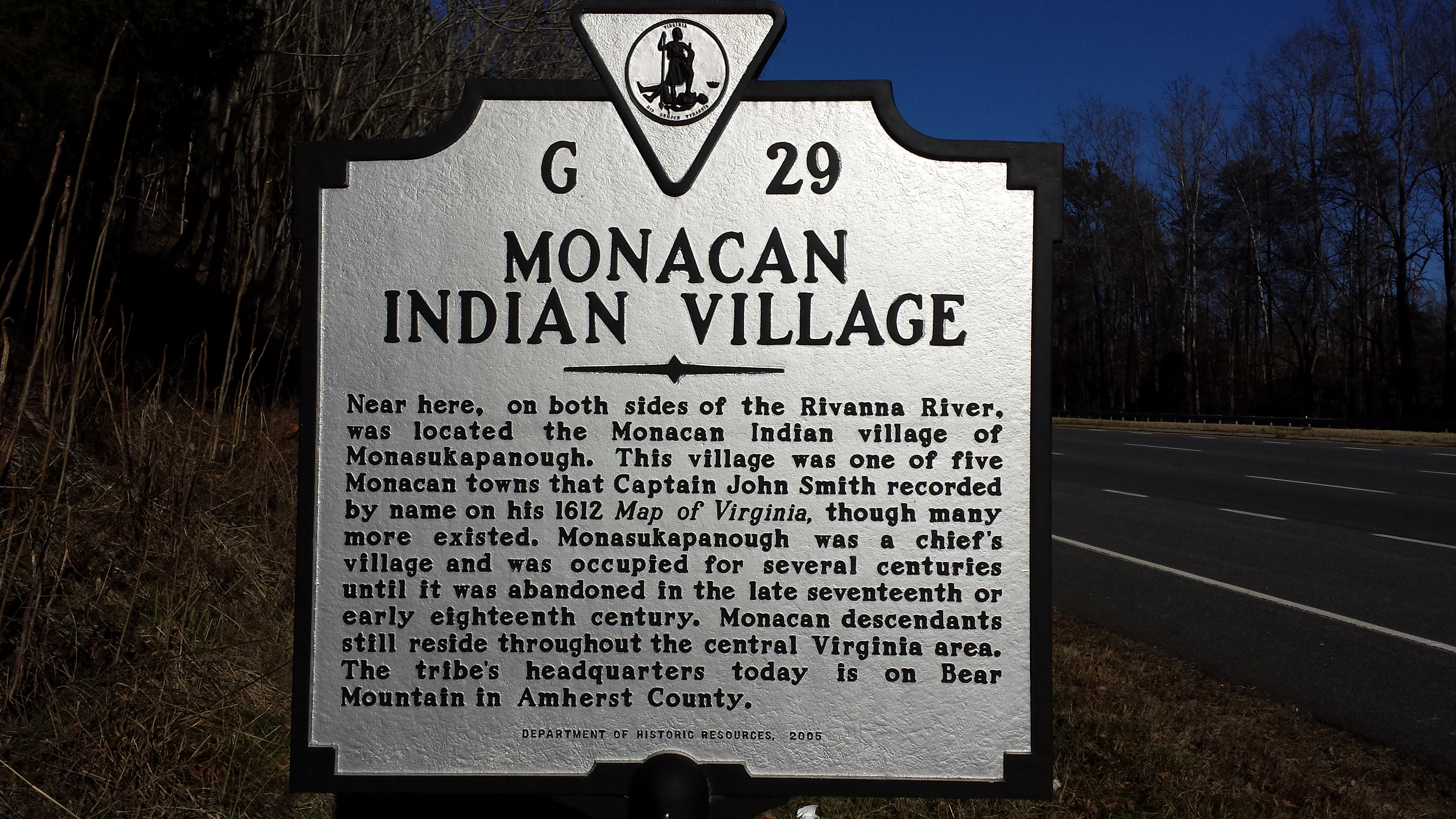
Marca històrica vora el jaciment de la vila monacan de Monasukapanough al nord del comtat d'Albemarle, Virgínia.

Quan els primers anglesos va explorar el riu James el maig de 1607, es van assabentar que els monacan del riu James (juntament amb els seus aliats septentrionals manahoac al riu Rappahannock) controlaven l'àrea entre la fall line a Richmond i les Muntanyes Blue Ridge, i eren hostils a la confederació Powhatan. Van anomenar al seu territori Amai Amañuhkañ (“El país del poble de la terra”). El weroance Parahunt, fill del cap Powhatan, persuadí al capità Christopher Newport no continuar fins al país monacan. Aquest Newport va fer una expedició al seu país el novembre de 1608. En una marxa de 64 kilòmetres els anglesos trobaren dues viles monacan anomenades Massinacak i Mowhemenchough'. A diferència dels powhatan, que havien donat una fastuosa benvinguda als anglesos, els monacan no els van fer cas i anaren a la seva. Els anglesos van capturar al seu cap i el va obligar a portar-lo al seu regne. El 26 de novembre de 1608 Peter Wynne, membre de la partida d'exploració de Newport als pobles monacan, va escriure una carta a John Egerton, informant-lo que alguns membres de la partida de Newport creien que la pronunciació de la llengua dels monacans els recordava al "gal·lès", que parlava Wynne, i demanaren Wynne que fes d'intèrpret.
Mowhemencho, llur posició més oriental, era entre Bernard's Creek i Jones Creek a l'extrem oriental del comtat de Powhatan, mentre Massinacak (Mahock) estava a la desembocadura de Mohawk Creek, a una milla al sud de Goochland. La seva capital era Rassawek, en el punt dins de les dues branques de la part superior dels rius James i Rivanna. N'era tributari el Monahassanugh (més tard Nahyssan, és a dir, tutelo), que era a prop de Wingina, i Monasukapanough (més tard Saponi), que vivien a prop de Charlottesville. Tots aquests grups estan estretament relacionats amb eln manahoac siouan al nord.
En 1656 diversos centenars de nahyssan, mahock, i 'rechahecrians' (possiblement eries) van amenaçar tant a les tribus Powhatan com als anglesos acampant prop de les cataractes. Una força combinada d'anglesos i powhatan va ser enviada a desallotjar-los en una sagnant batalla en la qual va morir el cap pamunkey Totopotomoi.
Les viles monacan de Mowhemencho i Mahock encara eren a la zona en 1670, quan van ser visitades per John Lederer i el comandant Harris, que van trobar que els guerrers posseïen fusells. Lederer va registrar la seva tradició que s'havien assentat a la zona a causa d'un oracle 400 anys abans, després d'haver estat impulsats des del nord-oest per una nació enemiga. Ells li van dir que l'havien trobat ocupada pels doeg, eventualment desplaçats, qui els ensenyaren l'art del cultiu de blat de moro. Una altra tradició monacan es registra de la següent manera: "A partir de quatre dones, és a dir, Pash, Sepoy, Askarin, i Maraskarin, es deriva la raça humana, que, per tant, es divideix en quatre tribus, que es distingeixen en virtut d'aquests diversos noms.".
En el moment de la visita de Lederer, la tribu tenia al voltant de 30 arquers, d'una població total de potser 100. Lederer també va prendre nota de les localitats de Sapon i Pintahae al riu Staunton; Swanton considera aquesta últim per ser una vila Nahyssan, que Batts i Fallam registren com a Hanahaskie en 1671. Els Nahyssan eren assentats en una illa a la cruïlla dels rius Stanton i Dan, per sobre dels occaneechis, al voltant de 1675.
En 1677 el cap monacan Surenough va ser un dels nadius signants del Tractat de Middle Plantation després de la rebel·lió de Bacon. Anglesos i pamunkey els va trobar, i als Manahoac, en els rius Alt Mattaponi i el North Anna en 1684.
Per 1699 havien abandonat la seva pàtria. L'antic emplaçament de Mowhemencho va ser ocupat per colons hugonots francesos. Primer els prometeren terra a Jamestown i foren obligats per sobre de les cascades del riu James quan van arribar en 1700. Es va canviar el nom del poble  "Manakinn-Town".
Encara que alguns monacan es van quedar a la zona el 1702, el romanent del nucli sembla haver-se fusionat amb el Nahyssan i altres tribus sioux de Virgínia estretament relacionades, en aquells dies coneguts generalment com a tutelo-saponi. Sota aquest nom col·lectiu, els viatges del gruix de la tribu poden ser rastrejats fins a Carolina del Nord (1702), fora de Virgínia (Fort Christanna, 1714). Es van dirigir al nord per unir-se als iroquesos per protecció, i foren vistos a Pennsylvania (Shamokin, per 1740); i a Nova York (Coreorgonel) per 1753, on es van unir als cayugues. Van participar amb ells a la Guerra d'Independència dels Estats Units com a aliats dels britànics contra els colons. Després de la guerra, els monacan va marxar amb els iroquesos a Canadà. Es van establir a la Reserva Sis Nacions de Grand River en l'actual Ontario. Es va observar el seu assentament de Tutelo Heights en 1779. A principis del segle xx, els seus descendents a Ontario havien estat absorbits en gran manera pels cayugues a través dels matrimonis mixtos.
Es creu que bandes més petites s'han escindit a Carolina del Nord, i en diversos llocs arreu de Virgínia.

## Orígens i llegendes de la tribu moderna
Després de l'expedició de Peter Wynne en 1608, els monacan són un dels grups que s'han conjecturat com a "indis gal·lesos". Els historiadors no n'han trobat cap evidència i ho tracten com a mite. La llengua monacan era part de la família de les llengües sioux.
En 1831-1833 William Johns, un avantpassat d'alguns dels actuals monacan, va comprar 452 acres (1,83 km²) de terra a Bear Mountain per a l'assentament de famílies emparentades amb ell. En 1850, el cens hi registrava 29 famílies.
Mongrel Virginians: The WIN Tribe fou un estudi d'un grup multiracial a les Muntanyes Blue Ridge, publicat per la Carnegie Institution. L'autor descriu el grup com a "degenerat". (Els autors afirmen que es van estudiar els monacan) Els autora es refereixen al grup com a tribu WIN (White-Indian-Negro) perquè estava disfressant el nom del grup, els cognoms dels seus membres, el comtat on va ser estudiat, tots els fets sobre ells. Alguns crítics acadèmics contemporanis apareixen durament criticats i ridiculitzats al llibre, així com la seva dependència de les anècdotes de la comunitat per fer judicis sobre les famílies i els individus.
Quan els avantpassats de les famílies monacan entraren a l'exèrcit dels Estats Units es resistiren a acceptar la classificació de "colored."
En 1946 l'investigador William Harlan Gilbert, Jr. va descriure els monacan en el seu "Memorandum Concerning the Characteristics of the Larger Mixed-Blood Racial Islands of the Eastern United States Arxivat 2011-09-08 a Wayback Machine.". Edward T. Price va fer un estudi en 1953, "A Geographical Analysis of White-Negro-Indian Racial Mixtures in the Eastern United States  Arxivat 2008-03-30 a Wayback Machine.". Ambdós van usar el nom antic per al grup, "Issues", generalment usat per referir-se a la gent lliure de color, incloent multiracial, que eren lliures abans de la Guerra Civil. Ambdós autors consideren els Issues (de vegades anomenats "vells Issues") eren triracials.
L'Església Episcopal dirigia una escola primària (Bear Mountain Indian Mission School) per als nens de la comunitat Bear Mountain a prop d'Amherst (Virgínia). No hi havia educació secundària disponible. El 1963, el comtat d'Amherst va proposar una fiança de 30.000 $ per construir una escola per a la comunitat missionera. La proposta va ser rebutjada, i 23 estudiants foren transferits a les escoles públiques. L'estat va aprovar les seves aplicacions i l'escola missionera fou tancada.
Els historiadors creuen que els antics monacan fugiren de l'assentament colonial invasor blanc, i pocs es quedaren enrere. No hi ha proves concloents per connectar les persones que afirmen ser descendents dels actuals amb la tribu històrica monacan.
Paul Heinegg és un investigador de finals del segle XX que creu que, en lloc de buscar vincles amb els històrics monacan, els historiadors han de considerar el grup contemporani com un d'una sèrie de grups aïllats d'ascendència multicultural triracial, formada en la seva majoria de descendents d'afroamericans alliberats durant el període colonial a Virgínia. Amb els seus veïns euroamericans, com gent lliure de color van seguir les rutes de migració on la terra era més assequible a la frontera de Virgínia i Carolina del Nord. Aquestes àrees també els va donar més llibertat de restriccions racials que en les comunitats de les plantacions. La major part d'aquest tipus de gent lliure de color tenien els seus orígens com a descendents de les dones blanques i homes afroamericans o africans en les dècades abans que s'endurissin les línies de l'esclavitud. Van néixer lliures a causa de la situació de les seves mares. Alguns tenien avantpassats que eren esclaus alliberats ja a mitjans del segle xvii.

## Reclamacions i reconeixement com a natiu americà
A principis de la dècada de 1980 un metge local, Peter Houck va publicar Indian Island in Amherst County, en què s'especula que les persones lliures de color a la regió durant l'època de la preguerra eren descendents de la tribu monacan. Mentre aquesta població ha estat reclamant una identitat índia des del començament del segle xx, Houck ser el primer a vincular alguns d'ells a la identitat tribal monacan. Abans del llibre de Houck la majoria de les persones que reclamen l'ascendència ameríndia en aquesta zona s'havien identificat com a cherokees. Moltes de les famílies locals continuen reclamant ascendència cherokee en lloc de monacan.
En 1988 es va crear la Monacan Tribe Incorporated com a organització no governamental, i en 1989 la tribu fou reconeguda oficialment per l'estat de Virgínia. Altres tribus reconegudes per l'estat són les tribus Chickahominy, Chickahominy Orientals, Mattaponi, Nansemond, Pamunkey, Rappahannock, Upper Mattaponi, Patawomeck, Nottoway, i Cheroenhaka (Nottoway). La Tribu Monacan no ha estat reconeguda com a tribu índia pel govern federal, tot i que han demanat el reconeixement.

## Celebració
Avui dia la Tribu Monacan opera un powwow anyal al maig, i una celebració de tornada a la llar a l'octubre. Un model d'un antic poble monacan ha estat creat com a part del lloc turístic Natural Bridge (Virgínia), a la rodalia del comtat de Rockbridge.